# オクタニトロキュバン
オクタニトロキュバン (octanitrocubane) はキュバンのニトロ化合物で、爆薬の一種。1999年にキュバンを初めて合成したフィリップ・イートンと Mao-Xi Zhang が、アメリカ海軍研究所 (US Naval Research Laboratory) の協力の下でシカゴ大学で合成に成功した。
研究所において少量製造されただけであるため、爆薬としての性能の詳細は不明であるが、オクトーゲンを 20%–25% 上回る性能を持つと考えられていて、理論上最強の威力を持っている。
爆薬としてはあまりに製造コストが高くグラム単価は純金並みと言われている。現在の実用爆薬で最も高性能と言われるヘキサニトロヘキサアザイソウルチタンと比べて威力で数割程度上回ることを除けば特に優れたところも無いため、実用化はされないと言われている。

## 性質
オクタニトロキュバンは爆発する際に約1,200倍の体積膨張を伴い、約 800 kcal/mol のエネルギーを放出して8モル当量の CO2 と4モル当量の N2 を生成する。実用性はないが、理論上は最強の爆薬であるとされる。
{\displaystyle {\ce {C8N8O16 -> 8CO2 + 4N2}}}
オクタニトロキュバンは水素を含まないため爆発すると完全に
{\displaystyle {\ce {8CO2 + 4N2}}}
になる。そのため、爆発ガスは完全に無色透明になることが予想され、完全な無煙火薬となることが期待されている。

## 製造法
キュバンカルボン酸を酸クロリド（カルボン酸の OH 基を Cl で置き換えたもの）にしたのち、塩化オキサリル存在下に光照射してテトラキス（クロロカルボニル）キュバンとする。これを酸アジドに変換したあと、熱転位でイソシアナートとしてから酸化してニトロ基に変換するとテトラニトロキュバンが得られる。これ以降はニトロ基の導入が困難になるため、ニトロ基の α 位水素が酸性を示すことを利用して塩基で陰イオンを作り出し、四酸化二窒素と反応させて5、6、7番目のニトロ基を導入してヘプタニトロキュバンを得る。最後のニトロ基はニトロソ化とそれに続くオゾン処理を行うことで導入する。
現在発見されている合成方法ではキュバンの合成から始めると40段階もの操作が必要であり、そのコストはきわめて高い。
また合成にはオゾン処理などのために高価な機材が必要であり、大量生産を行う方法も確立されていない。